# カワボウ
カワボウ株式会社は、岐阜市に本社を置く企業である。旧社名は川島紡績株式会社。

## 概要
川島紡績として繊維事業を行っていたが、現在はカワボウとして、繊維部門はカワボウ繊維に分割し、紡績工場跡地を開発したショッピングセンター「マーサ21」等の不動産賃貸業を主に実施している。
川島紡績時代は硬式野球部が社会人野球で有名であった。

## 沿革
- 1937年（昭和12年）4月 - 川島繊維工業所が設立[3]。
- 1948年（昭和23年）1月 - 川島繊維工業所と川島被服工業が合併し、川島紡績株式会社となる。
- 1953年（昭和28年）11月 - 正木工場が完成。
- 1988年（昭和63年）7月 - カワボウ株式会社に商号変更。
- 1988年（昭和63年）11月 - マーサ21が開業
- 2003年（平成15年）12月 - カワボウ繊維株式会社を分割設立。

## 川島紡績硬式野球部
1951年（昭和26年）8月に第22回都市対抗野球大会（後楽園球場）に初出場した。1969年（昭和44年）に解散した。
過去の主な所属選手は以下の通り。
- 荻本伊三武
- 河合静夫
- 木下育彦
- 森弘太郎
- 山内一弘